# Cada familia una escuela
Cada familia una escuela fue un programa de televisión venezolano trasmitido inicialmente por el canal Venezolana de Televisión (VTV) y luego por Vive TV, ambos canales estatales, con una línea editorial pedagógica y dirigida al subsistema de educación básica de dicho país. El mismo está establecido como plan de contingencia del Ministerio del Poder Popular para la Educación (MPPE), frente a la cuarentena implementada por el gobierno de Nicolás Maduro durante la pandemia de enfermedad por COVID-19 y el cierre temporal de instituciones educativas.
Cada familia una escuela ha tenido una recepción mixta; positiva por parte de autoridades estatales, creadores y participantes del programa, y negativa por medios de comunicación, organismos e instituciones independientes como la Escuela de Educación de la Universidad Católica Andrés Bello.
Durante la transmisión de sus episodios, algunos moderadores han cometido errores académicos, generando cuestionamiento y debate sobre el programa en varios medios de comunicación y redes sociales.

## Historia
El 13 de marzo de 2020, Delcy Rodríguez anunció que dos casos de COVID-19 fueron confirmados en Venezuela. El gobierno de Nicolás Maduro inició una cuarentena en el país como respuesta y el ministerio de educación decretó la suspensión de actividades en los centros educativos, desarrollando Cada familia una escuela como programa pedagógico.
Cada familia una escuela comenzó en una primera temporada el 16 de marzo de 2020, en horario matutino en el canal VTV, para luego ser retransmitido más tarde en Vive TV, TVFANB, Colombeia TV, RNV, Radio Educativa y Alba Ciudad 96.3 FM y subidos a YouTube. Semanas después procedió una segunda fase, donde el programa dividió sus episodios para dos horarios, uno en la mañana y otro en la  (vespertino), para sus posteriores difusiones en otros medios, información dada por Leonardo Alvarado, autoridad única de educación en el estado Aragua.
El 21 de abril de 2020, en cadena nacional de radio y televisión, Nicolás Maduro anunció que el programa dejará de emitirse en VTV para ser trasmitido por Vive TV, y que el canal pasa «temporalmente» a ser dirigido por el ministerio de educación con su programación abocada a la culminación del año escolar 2019-2020. Tras finalizar su segunda temporada el 30 de junio de 2020, el ministro Aristóbulo Iztúriz, mencionó que para el año escolar 2020-2021, seguirá a distancia en conjunto con el programa Cada familia una escuela.
El 13 de julio de 2020, inició una tercera temporada titulada Cada familia una escuela en vacaciones y el 16 de septiembre inició la cuarta temporada en concordancia con el periodo escolar académico 2020-2021. El 25 de octubre de 2021, se inicia la quinta y última temporada, pero con la novedad que se apertura las clases presenciales en los diferentes planteles educativos alrededor de Venezuela. El 8 de julio de 2022, se emite el último episodio.

## Contenido y moderadores
Según el ministro de educación, Aristóbulo Iztúriz, el programa contenía tres líneas de acción: un plan pedagógico de prevención y protección contra el COVID-19; las estrategias de acción para la educación a distancia y el uso de las alternativas comunicacionales. El programa está enfocado al subsistema de educación básica de Venezuela, en los niveles de inicial, primaria, media general y técnica y las modalidades de jóvenes y adultos y educación especial, implementando un portafolio con las tareas que realizaban en casa y guías pedagógicas disponibles en la página web del MPPE.
El programa en sus inicios fue transmitido por VTV en un solo episodio en la mañana, posteriormente en dos, tanto matutino como vespertino y tras su paso al canal Vive TV, se emitía a las 10:00 a. m. para educación inicial y primaria, pero temporadas después se emite a las 08:00 a. m. y a las 02:00 p. m. para educación media. El mismo intenta cubrir en 45 minutos una clase generalista con el contenido de los distintos niveles del sector educativo en las áreas de formación de arte y patrimonio, formación para la soberanía nacional y geografía, historia y ciudadanía los lunes; ciencias naturales los martes; Matemática para la vida los miércoles; grupos de CRP y pedagogía productiva los jueves; castellano, inglés y deporte los viernes. Para la temporada de Cada familia una escuela en vacaciones se emiten tres episodios por cada semana.
Cada familia una escuela ha tenido como moderadores principales a dos viceministros del MPPE, Jorge Pérez de Comunidades Educativas y Unión con el Pueblo y Nancy Ortuño de Educación Media. Aparte de Josselyn Correia, César Noguera, Vicmaury Aquino, Eliézer Suárez, Osleyda Pérez y José Leonardo Riera. De secundarios, a varios docentes de diferentes áreas de formación asignadas algún nivel educativo venezolano. La mayoría son recurrentes en varios episodios y temporadas. Además de invitados, el ministro de educación de Venezuela, Aristóbulo Iztúriz y el ministro de Salud, Carlos Alvarado González.

## Temporadas
El programa contó con cinco temporadas o fases, desarrolladas para los años escolares 2019-2020, 2020-2021 y 2021-2022 del subsistema de educación básica en Venezuela. como una en vacaciones escolares.
| Temporada | Temporada | Episodios | Episodios | Emisión original         | Emisión original        |
| Temporada | Temporada | Episodios | Episodios | Primera emisión          | Última emisión          |
| --------- | --------- | --------- | --------- | ------------------------ | ----------------------- |
|           | 1         | 20        | 20        | 16 de marzo de 2020      | 10 de abril de 2020     |
|           | 2         | 112       | 112       | 13 de abril de 2020      | 29 de junio de 2020     |
|           | 3         | 23        | 23        | 13 de julio de 2020      | 4 de septiembre de 2020 |
|           | 4         | 376       | 376       | 16 de septiembre de 2020 | 16 de julio de 2021     |
|           | 5         | —         | —         | 25 de octubre de 2021    | 8 de julio de 2022      |

## Recepción
Diferentes expertos han señalado que el programa, "cuyos capítulos se transmiten todos los días por la televisora estatal", no dispone de los recursos pedagógicos necesarios para impartir un aprendizaje significativo a los estudiantes. El programa gubernamental deja por fuera a la gran mayoría de los hogares venezolanos que se encuentran sin acceso o con interrupciones de internet y electricidad o que no cuentan con equipos de computación.
María de los Ángeles Graterol y Gabriela Rojas del diario Tal Cual mencionan, que las actividades varían entre explicaciones escuetas y orientaciones generales, un tanto de manualidades con materiales que se dan por sentado como algo que hay en casa, referencias a recursos de aprendizaje que aseguran están «garantizados por «la Revolución Bolivariana», menciones frecuentes a Nicolás Maduro y al gobierno como «líderes» y una narrativa oficial que presenta a «buenos y malos» o un versus en el que solo un grupo son «defensores de la patria».
El Pitazo señala en un artículo que «la mayoría de temas que plantean no están acompañados de material ilustrativo y cuando lo hay, las imágenes se ven pixeladas o de baja calidad» y que «las clases impartidas en el programa no están segmentadas por niveles o grados, las profesoras o profesores dictan un tema general para toda la educación inicial, educación primaria o media». El medio también cita a la experta en gestión educativa, Olga Ramos, quien menciona que la educación a distancia «debe contar con una planificación que se le comunica a los estudiantes».
El Clúster de Educación junto a Unesco y Unicef Venezuela en reunión con el ministerio de Educación (MPPE), realizaron un informe sobre dicho programa, donde mencionan la estrategia de evaluación del portafolio como plan al cierre de escuelas durante la pandemia y de su respuesta.
Para la segunda semana de abril de 2020, se hizo una encuesta en línea vía el sistema Patria (plataforma gubernamental venezolana), específicamente a padres y representantes, para medir el alcance del programa y su continuidad en el tercer momento pedagógico del año escolar 2019-2020, que en palabras del ministro de educación, fueron suspendidas por completo las actividades presenciales para dicho periodo. La jefa de la Zona Educativa, Laidely Grimán, 152 mil estudiantes han sintonizado el programa en el estado Trujillo. La autoridad única de educación de Guárico, José Muñoz, afirmó que el 73% de la matrícula escolar fue atendida con el plan pedagógico; Yessenia Lara, autoridad única en educación del estado Monagas, declaró que en la entidad la cifra ascendía a 95%, y la autoridad única de Educación en el estado Zulia, Damelis Chávez, consideró que el programa se estaba cumpliendo en un 90%. Carmen Castillo, directora regional de la Zona Educativa del estado Anzoátegui precisó que en los 157 circuitos educativos de dicho estado se mantiene activo el plan en una matrícula estudiantil de 319.222, mientras que la autoridad única de Educación del estado Bolívar, Mauro Suárez, comunicó que se continua el programa hasta que culmine la contingencia del coronavirus (COVID-19).[cita requerida]
En los primeros cuatro días de teleclases por el tercer momento pedagógico, el 14 de abril de 2020, una profesora explicó erróneamente a la audiencia que la central hidroeléctrica Simón Bolívar, también conocida como la Represa del Guri, surte agua a todo el territorio nacional. En otra clase sobre el árbol genealógico, la docente indicó: «Conocemos a nuestros abuelitos, luego los abuelos tuvieron a papá y mamá, ellos me dieron hermanos, los hermanos de mi papá y mi mamá tuvieron hijos, estos hijos son mis tíos y los tíos tuvieron hijos que son mis primos». Otra profesora quiso expresar gráficamente la fracción cinco tercios ({\displaystyle {\frac {5}{3}}}) en un episodio, pero dibujó tres quintos ({\displaystyle {\frac {3}{5}}}). Un error parecido fue cometido en un episodio de matemáticas. Dichos videos del programa han sido bloqueados en YouTube sin aclaratorias, mientras que los episodios han sido criticados en medios de comunicación y en redes sociales.
La Federación Nacional de Profesionales de la Docencia, el Colegio de Profesores de Venezuela y Fenaprodo CPV publicaron un comunicado en conjunto manifestando su preocupación y rechazo a la medida, lamentando «que el Ministerio no haya consultado a los gremios para elaborar el Plan Cada Familia, Una Escuela», recomendando «que asuman el revés que tendrán en su aplicación», enumerando cinco obstáculos que presenta el programa y ofreciendo varias recomendaciones. La escuela de Educación de la Universidad Católica Andrés Bello ha advertido «que el programa es improvisado, con escasa formación académica de instructores, persistentes de errores y falta de secuencia didáctica». Aparte, Gioconda Cunto de San Blas del diario Tal Cual, cataloga de ideologización forzosa Cada familia una escuela.
El 2021 comienza con más de 50% de deserción escolar en Venezuela según el Diario El Nacional, diferentes profesores en varias regiones del país han expresado que la gestión educativa de 2020 por parte del gobierno de Nicolás Maduro ha sido «un fracaso», todo esto debido a la implementación del programa Cada familia una escuela, con una "educación a distancia, improvisado", en una nación donde ocurren bajones de luz y fallas de conectividad constantemente. Aunque otros medios mencionaron que 8 millones de estudiantes reiniciaron clases con la fórmula 7+7 establecida por la administración gubernamental para el control del COVID-19.  Entre otras declaraciones, la autoridad única del estado Portuguesa, Alexis Cedrés, declaró que en el segundo momento del periodo escolar se mantendrá el esquema de asesorías pedagógicas y afirmó que en dicha entidad federal 1.130 planteles están orientados por el programa Cada familia una escuela.[cita requerida]